# 前810年代
| 千纪： | 前1千纪 |
| 世纪： | 前10世纪 \| 前9世纪 \| 前8世纪                                                                             |
| 年代： | 前840年代 \| 前830年代 \| 前820年代 \| 前810年代 \| 前800年代 \| 前790年代 \| 前780年代                    |
| 年份： | 前819年 \| 前818年 \| 前817年 \| 前816年 \| 前815年 \| 前814年 \| 前813年 \| 前812年 \| 前811年 \| 前810年 |

## 重要事件及趋势
- 前817年春，鲁武公和长子括、少子戏西行朝见周宣王。周宣王喜欢戏，想立戏为鲁国太子。仲山甫以废长立幼不合旧制劝谏周宣王，周宣王不听，立戏为鲁太子。同年夏，鲁武公回国后去世，戏继位，为鲁懿公。
- 前816年（周宣王十二年），虢季子白在洛河北岸大胜猃狁（虢季子白盘铭文）
- 前816年，齐厉公昏愦暴虐，齐人痛恨之，联络齐胡公之子杀死厉公。胡公之子皆战死，齐人拥立厉公之子赤即位，是为齐文公。齐文公把参与杀厉公的七十人全部处死，长达四十余年的宫廷内乱结束。
- 前814年，迦太基建城。
- 前810年，南仲派驹父、高父前往淮夷，各方国都奉命迎接来使，进献财物。周宣王以元老重臣方叔为将，率兵车三千进攻荆蛮，大获全胜。周宣王南征胜利后，封王舅申伯于申（今河南省南阳市），建立申国，作为镇抚南方的军事重镇。

## 逝世
- 前816年：齊厲公、魯武公
- 前815年：耶戶
- 前812年：晉獻侯